# Силва Соуза, Алан да
Алан Да Силва Соуза (порт. Alan da Silva Souza; 9 декабря 1987, Андира, Парана, Бразилия) — бразильский футболист, полузащитник.

## Биография
Начал профессиональную карьеру в бразильском клубе «Мацубара». В январе 2007 года перешёл в алчевскую «Сталь», где тренером был голландец Тон Каанен. В Высшей лиге дебютировал 4 марта 2007 года в домашнем матче против донецкого «Металлурга» (3:0), Алан начал матч в основе, но на 77 минуте он был заменён на Виталия Гавриша. Всего в Высшей лиге сезона 2006/07 провёл 13 матчей и забил 2 гола («Днепру» и «Арсеналу»), а «Сталь» по итогам сезона заняла последние 16 место и вылетела в Первую лигу. Летом 2007 года перешёл в донецкий «Металлург». В команде провёл полгода и сыграл 13 матчей в Высшей лиге, 2 матча в Кубке Украины и 1 матч в молодёжном первенстве. Зимой 2008 года перешёл в киевский «Арсенал». В команде не смог стать основным игроком, сыграв в чемпионате Украины 6 матчей. В начале марта 2010 года был заявлен за алчевскую «Сталь».
Летом 2010 года перешёл в кипрский клуб АЕК из города Ларнака, где главным тренером был Тон Каанен. В 2013 году перешёл в «Буковину» из Черновцов. С сентября по ноябрь 2013 года находился на просмотре в симферопольской «Таврии», а позже в ужгородской «Говерле». В начале 2014 года перешёл в мальтийскую «Валлетту». В команде получил 20 номер. В составе команды стал чемпионом Мальты и обладателем Кубка Мальты. В чемпионате Алан провёл 10 матчей и забил 2 гола, в Кубке сыграл 1 игру.
Лето 2014 года подписал контракт с греческим «Эрготелисом». В команде взял себе 42 номер.

## Достижения
- Чемпион Мальты: 2013/14
- Вице-чемпион Мальты: 2016/17
- Обладатель Кубка Мальты (1): 2013/14
- Финалист Кубка Мальты: 2015/16